# 소니 엑스페리아 Z3 컴팩트
소니 엑스페리아 Z3 컴팩트(Sony Xperia Z3 Compact, Xperia Z3C)은 소니 모바일 커뮤니케이션스에서 제조/판매하는 안드로이드 스마트폰이다.
2014년 9월 6일 독일 베를린에서 열린 베를린 국제가전박람회 2014(IFA 2014)에서 공개하여, 2014년 하반기에 출시했다.

## 외형 및 방수/방진
스피커와 마이크를 제외한 모든 부분을 고무 마개까지 합하여 2중 마개로 처리하였으며, 뒷면은 전면과 동일한 강화유리가 적용되었다.
방수/방진 수준에 대해서는 IP68 수준의 방수, 방진을 지원한다 (먼지로부터 완벽하게 보호되며, 물은 1.5m 이내의 수심에서 30분을 견딜 수 있다).

### 색상
- 블랙
- 화이트
- 그린
- 오렌지

## 운영 체제/소프트 웨어

### 안드로이드 4.4 킷캣
안드로이드 OS 4.4.4 킷캣을 탑재하여 출시했다.

#### 특수 기능
- 시스템 아이콘 개인화 : 상단바의 알림내용 (블루투스, 통신사 로고, 시간, 와이파이)을 자율적으로 관리 할 수 있다.

- 스마트 백라이트 제어 : 제품을 손으로 잡고 있는 동안 테두리의 센서가 감지하여 제품을 잡고 있는 동안에는 화면이 계속 켜져있다.

- 디지털 노이즈 캔슬링 : 기능을 지원하는 이어폰을 사용할 경우, 주파수를 발생하여 주변 소음을 상쇄시켜준다.

- 라이프 로그 : 제품 출시때 같이 공개된 소니 스마트 밴드를 연동하여 일상을 정리해주는 개인 트레이너 기능이 선택적으로 탑재되었다.

- 더블 탭 : 화면이 꺼진 상태에서 화면을 2번 두드리면 화면이 켜진다. (비슷한 기능으로 LG G시리즈의 노크온이 있다.)

## 특수 액세서리

### 마그네틱 충전 독
옆면의 충전 포트에 독을 이용하여 제품을 충전할 수 있다. 전작인 소니 엑스페리아 Z1, 소니 엑스페리아 Z2 및 소니 엑스페리아 Z2 태블릿과 호환이 가능하도록 제작되었다.

## 같이 보기
- 소니 엑스페리아 Z3
- 소니 엑스페리아 Z3 태블릿 컴팩트